# 馬克·哈德洛
馬克·哈德洛 ONZM（英語：Mark Hadlow，1957年—）是一名紐西蘭演員，曾參演多部舞台劇、電影、電視劇，包括《金剛》、《哈比人》、《移動城市：致命引擎》等電影。

## 生平
哈德洛出生於澳洲新南威爾士州，九歲時隨父母移居紐西蘭，先後住過威靈頓和基督城。
1978年進入演藝界，最初從舞台劇起家，其後也參演電影、電視劇、廣播，並執導過多部舞台劇。亦曾經擔任過基督城市議會的活動製作團隊經理。
2012年，哈德洛開始在彼得·傑克森的《哈比人》三部曲中飾演矮人朵力，也為食人妖伯特的角色配音及作動態捕捉。

## 部分作品
- 2005年《金剛》 飾 哈利
- 2012年《哈比人：意外旅程》 飾 朵力/食人妖伯特
- 2013年《哈比人：荒谷惡龍》 飾 朵力
- 2014年《哈比人：五軍之戰》 飾 朵力
- 2018年《移動城市：致命引擎》 飾 Orme Wreyland

## 外部連結
- 馬克·哈德洛在互联网电影资料库（IMDb）上的資料（英文）
- 馬克·哈德洛在时光网上的簡介（简体中文）